# Авторское право в Мозамбике
При разработке закона об авторском праве в Республике Мозамбик учитывались следующие обстоятельства: Республика Мозамбик являлась бывшей португальской колонией, получившей независимость с 1975 году. По установлении независимости государство было ориентировано на социалистический путь развития. При переориентации экономики на плановую принятие законов об авторском праве не было первоочередной целью. Кроме того, в Мозамбике письменность на коренном языке только зарождалась, на рынке доминировали издания на португальском языке. Это наложило отпечаток на разрабатываемый позже закон, его раздел, касающийся лицензирования переводов.
В 1967 году при рассмотрении Бернской конвенции проходили дискуссии по поводу авторских прав на произведения фольклора. Африканские страны подняли вопрос, направленный на защиту своего культурного наследия, которое иногда эксплуатируют Западные страны без какой-либо адекватной компенсации местным общинам. Представители западных стран возразили, что фольклор выпадает из сферы авторского права, ибо закон Об авторском праве признает индивидуальные авторские творения, в то время как фольклор понимается как выражение народного духа и коллективного источника.
В 2007 году правительство Мозамбика одобрило национальную стратегию интеллектуальной собственности и план своих действий по действий доработке законов об авторском праве.
Национальная стратегия обсуждалась в широких кругах общественности, включая представителей государственного и частного сектора, научных учреждений, обладателей прав и представителей гражданского общества. Стратегия интеллектуальной собственности должны представлять интересы всех этих заинтересованных сторон, служить национальным интересам для экономического, социального, технологического, научного и культурного развития страны.

## Содержание закона 2001
Закон Об авторском праве, принятый в 2001 году, включает в себя 79 статей и приложения с 32 определениями.
Закон Об авторском праве устанавливает виды работ, которые защищены авторским правом, а именно:
- письменные произведения, включая компьютерные программы;
- лекции, обращения, проповеди и другие произведения, состоящие из слов или выраженные в устной форме;
- музыкальные произведения, с или без сопровождающих слов;
- драматические и музыкально-драматические произведения;
- хореографические произведения и пантомимы;
- аудиовизуальные произведения;
- произведения изобразительного искусства, включая рисунки, картины, скульптуры, гравюры и литографии;
- произведения архитектуры;
- фотографические произведения;
- произведения прикладного искусства;
- иллюстрации, карты, планы, эскизы и трехмерные произведения относящиеся к географии, топографии, архитектуры или науки;
- произведения фольклора.

Закон распространяется также сборники произведений, композиции из работ, которые, в свою очередь, являются предметами интеллектуальной
собственности. Это сборники произведений, их адаптация, аранжировка или другая переработка из оригинальных произведений.
Закон Об авторском праве Мозамбика в п. 41 (1) защищает также смежные права — права исполнений произведений, фонограммы, видеограммы и программы вещания.
В статьях 7 и 8 закон Об авторском праве рассматривает имущественные и личные не имущественные права. Согласно статье 7, имущественные права включают в себя воспроизведение, перевод, аранжировки и другие изменений произведения, в статье 8 перечислены следующие личные не имущественные права:
- право требовать признания своего авторства его работ;
- право на анонимность или использование псевдонимов;
- права от любое искажение, изменение, унизительные действия, которые могут нанести ущерб его чести или репутации.

Бернская конвенция и TRIPs41 включают ряд положений, касающихся исключений и ограничений прав собственности, но оставило применение этих положений на усмотрение каждой страны. Существуют три категории исключений и ограничений:
- Те, которые защищают фундаментальные права пользователей. Пример: воспроизводство публичных выступлениях, право принимать котировки, сообщения о текущих событиях, пародия и воспроизведение для личного некоммерческого использования;
- Те, которые касаются коммерческого интереса, отраслевой практики и конкуренции. Примеры: обзоры прессы, записи вещательных организаций, музейные каталоги, и компиляции инжиниринга компьютерных программ;
- Те, которые касаются общества в целом и направлена на пропаганду и распространение знаний и информации. Примеры: положения для библиотек, педагогов — для преподавания и исследования, люди с ограниченными возможностями, отчетности парламентских и судебных разбирательства и религиозные праздники.

Мозамбикский закон авторского права 2001 описывает исключения и ограничения авторского права в статьях 9 до 21, для смежных прав — в статьях 47 до 49. Так авторская монополия не распространяется на частное использование авторских работ. Частное использование исключает любую экономическую эксплуатацию произведения. Мозамбикский закон допускает воспроизведение опубликованной работы исключительно для ознакомительных целей без разрешения автора или выплаты вознаграждения. Размножение в виде цитаты (статья 10) и её протяженность не должна превышать необходимого для достижения цели размера. Правомерным является использование опубликованного произведения в другой работе без разрешения автора или выплаты вознаграждения, при условии, что будет указан источник, а также имя автора, если оно появляется в источнике.

## Сроки защиты прав
Закон защищает авторские экономические права в течение жизни автора и 70 лет после его смерти, на моральные права срок действия закона не ограничен. На спектакли, фонограммы установлен срок — время жизни автора плюс 50 лет после его смерти, на прикладное искусство — плюс 70 лет, на вещание — плюс 25 лет.